# Dejguny
Dejguny – jezioro w Krainie Wielkich Jezior Mazurskich, w dorzeczu Węgorapy w woj. warmińsko-mazurskim, w pow. giżyckim, w gminie Giżycko.
Powierzchnia zwierciadła wody według różnych źródeł wynosi od 762,5 ha do 765,3 ha.
Zwierciadło wody położone jest na wysokości 116,8 m n.p.m. lub 116,6 m n.p.m. Średnia głębokość jeziora wynosi 12,0 m, natomiast głębokość maksymalna 45,0 m.
W oparciu o badania przeprowadzone w 1989 roku wody jeziora zaliczono do II klasy czystości.
Jezioro Dejguny (Szkolne) podzielone zostało przez nasyp linii kolejowej (na odcinku z Kętrzyna do Giżycka uruchomionej w 1868). W wyniku takiego podziału powstały jeziora: Dejguny o powierzchni 7,7 km² i Dejgunek o powierzchni 0,43 km². Jezioro Dejguny ma długość 6,5 km, maksymalną szerokość 2,4 km, średnią szerokość 1,2 km. Woda z jeziora Dejguny odpływa pod nasypem kolejowym do Jeziora Dejgunek, a dalej Kanałem Dajguny do jeziora Tajty. Na jeziorze znajduje się wyspa o powierzchni 3,8 ha. Jezioro sielawowe według klasyfikacji rybackiej. W jeziorze występują wszystkie gatunki ryb występujące na Mazurach. Lokalna nazwa jeziora – Jezioro Szkolne powstała z faktu, że jezioro to przeznaczone było na zajęcia praktyczne dla uczniów Szkoły Rybackiej w Giżycku. Obecnie dzierżawione jest od Skarbu Państwa przez GR Olsztyn.

## Historia terenu
Okolice jeziora zamieszkane były od epoki brązu, epoki żelaza oraz występowały tu monety z okresu rzymskiego Nerona i Antoniusa Piusa. Na zachodnim brzegu jeziora położona jest miejscowość Grzybowo, a dalej na północ miejscowość Kronowo. Na północnym brzegu jeziora znajdowała się miejscowość Dejguny spalona w 1945. Na wschodnim brzegu jeziora znajduje się miejscowość Bogacko. Jezioro posiada kilka półwyspów, w tym Lisi Ogon, znajdujący się między Grzybowem a Kronowem. U nasady Lisiego Ogona znajdują się bunkry z czasów II wojny światowej. W latach 1941–1944 w bunkrach tych znajdowała się przypuszczalnie centrala łączności obsługująca Wilczy Szaniec. W tym okresie jezioro stało się terenem wojskowym. Na wyspie był budynek (zniszczony w 1945), użytkowany przez nazistowskich dygnitarzy. Według miejscowych opowieści w jeziorze zatopiony jest wojskowy sprzęt niemiecki, a także Armii Czerwonej.
Zaraz po wojnie jezioro nazywano Dejgun.
Nazwę Dejguny wprowadzono urzędowo w 1949 roku, zastępując poprzednią niemiecką nazwę jeziora –
Deyguhn See.